# Гудман Кларк, Адель
Адель Гудман Кларк (англ. Adele Goodman Clark; 27 сентября 1882, Монтгомери — 4 июня 1983, Ричмонд) — американская художница и суфражистка.

## Биография
Адель Кларк родилась в семье железнодорожника из Белфаста Роберта Кларка и преподавательницы музыки Эстель Гудман. Из-за работы отца, семья часто переезжала из одного штата в другой. После того, как Кларки окончательно осели в Ричмонде в 1894 году, Адель поступила в Школу Вирджинии Рэндольф Эллет. В 1901 году Адель стала брать уроки у известной в городе художницы Лили Логан, в мастерской у которой она познакомилась с начинающей портретисткой Норой Хаустон. Вместе с Хаустон Кларк вступила в Художественный клуб Ричмонда, благодаря учёбе в котором ей в 1906 году удалось получить стипендию для обучения в Нью-Йоркской школе искусств, где её преподавателями стали Уильям Чейз, Роберт Генри и Кеннет Миллер.
Вернувшись в Виргинию, Кларк стала учителем в Художественном клубе Ричмонда и школе подготовки воспитателей детских садов. По возвращении из Нью-Йорка, помимо преподавания Кларк открыла для себя ещё и суфражизм. В 1909 году она стала одним из основателей Суфражистской Лиги Виргинии. В рядах Лиги Кларк пробыла менее пяти месяцев, но за этот непродолжительный срок успела внести заметный вклад. На первом же собрании она была избрана секретарём Лиги, и с помощью своей матери и сестры начала отправлять суфражистские законопроекты в Палату представителей Виргинии, работать над дизайном и печатью открыток, а также произносить речи на публичных собраниях.
В 1916 году Кларк и Хаустон открыли в Ричмонде собственное ателье, которое стало тренировочной площадкой для целого поколения художников из Виргинии, включая Терезу Поллак. Спустя три года, намереваясь возродить давно закрытый виргинский филиал Американской академии искусств и наук, Кларк и Хаустон основали Виргинскую лигу изобразительных искусств и ремёсел, на руководящий пост которой они поставили дипломата Александра Уэделла, и которая позже объединившись с их ателье, стала частью Ричмондской академии искусств. Свои работы, в первую очередь изображения религиозных сцен, портреты и пейзажи, Кларк выставляла не только в собственном ателье, но и в Виргинском музее изобразительных искусств.
После принятия 19-й поправки к Конституции в 1920 году Кларк вернулась к суфражистской деятельности и стала одним из создателей Лиги женщин-избирателей Виргинии — организации-преемницы Суфражистской Лиги Виргинии. Главной целью Лиги являлось просвещение женщин, получивших право голосовать, относительно их новых возможностей, самой процедуры вотирования и предвыборной агитации. Адель Гудман Кларк была избрана первым председателем Лиги, а в 1921 году на четыре года заняла пост её президента. Работу на этой должности ей пришлось совмещать с работой секретарём губернатора Элберта Тринкла. В 1928 году следующий губернатор Гарри Бёрд назначил её членом комиссии по изучению возможности создания нового колледжа гуманитарных наук для женщин при одном из государственных педагогических колледжей. Результатом данной работы стало назначение в марте 1926 года Кларк на должность директора по делам женщин Колледжа Вильгельма и Марии.

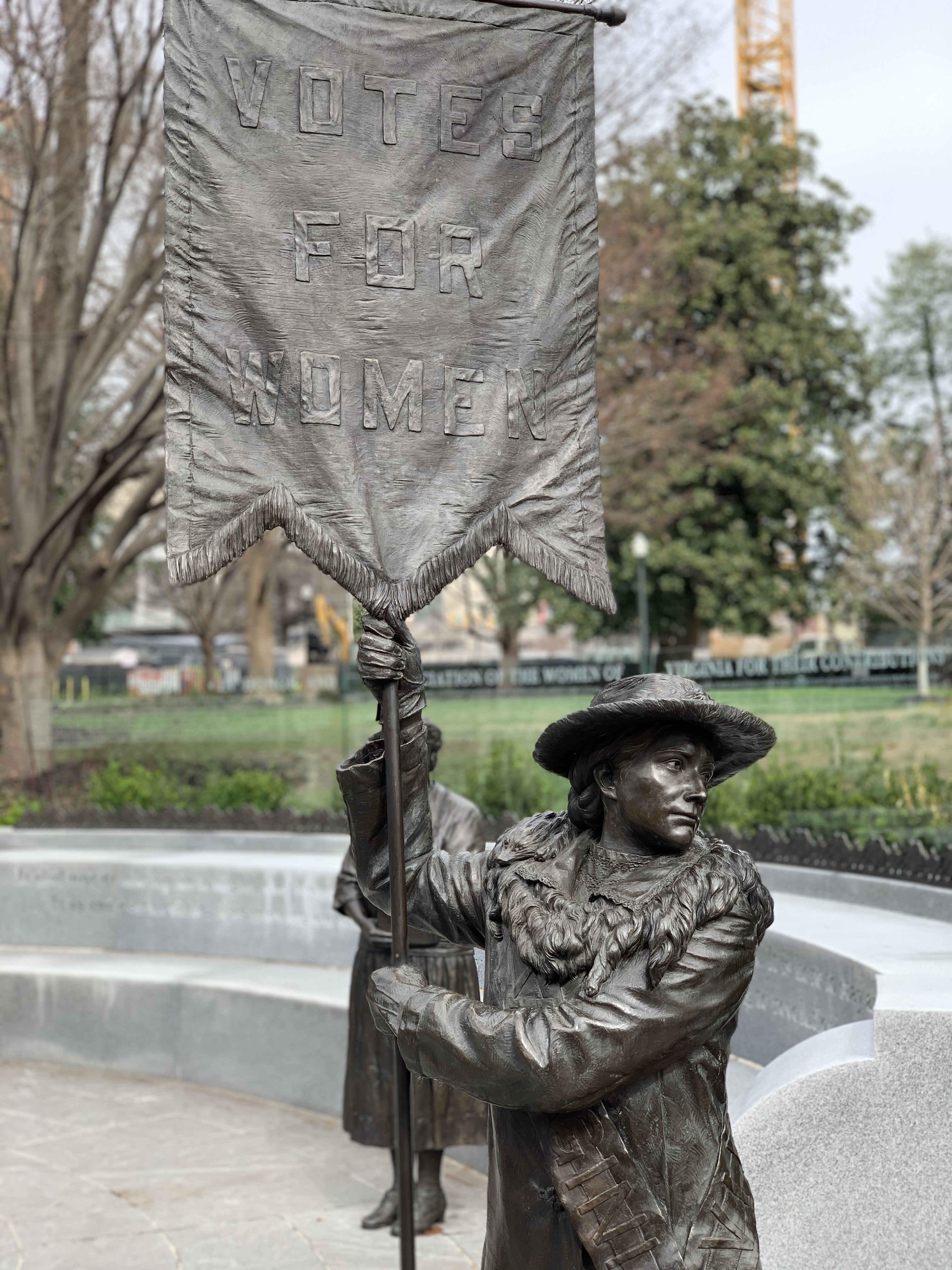
Статуя Адель Кларк в составе Памятник женщинам Виргинии

В 1933 году Кларк устроилась на работу полевым инспектором в Виргинскую Национальную службу трудоустройства, а с 1936 по 1942 год она работала в качестве государственного директора Федерального художественного проекта. Под её руководством художники создавали фрески для общественных зданий и картины для показа в местных и государственных учреждениях, получающих налоговую поддержку. Также за время пребывания Кларк на этой должности было создано несколько новых художественных галерей, в том числе Федеральная художественная галерея в округе Биг-Стоун-Гэп.
Адель Гудман Кларк умерла в ричмондском доме престарелых 4 июня 1983 года и была похоронена на кладбище епископальной церкви Эммануэля в округе Хенрайко.